# Escalatieladder
De escalatieladder of conflicttrap is een model dat laat zien hoe een conflict zich kan ontwikkelen. Het beschrijft de stappen waarin een conflict zich ontwikkelt, en laat zien waar de betrokken partijen zich bevinden in een conflict. Het model wordt gebruikt bij conflictbemiddeling, crisisbestrijding en in de hulpverlening. 
De escalatieladder maakt het verloop van een conflict, de dynamiek, zichtbaar. De escalatieladder kan ook gezien worden als een de-escalatieladder. Het model verschaft inzicht in de fase van het conflict en aan de hand hiervan kan men stappen ondernemen naar een trede lager in het conflict. 
Het model is in 1997 ontwikkeld door de politicoloog en antroposoof Friedrich Glasl (Wenen 1941). Hij werkte als organisatieadviseur bij de UNESCO en bij het NPI, Instituut voor organisatieontwikkeling in Zeist en was vervolgens verbonden aan de universiteit van Salzburg. Al veel eerder werd echter Herman Kahn de vader van de escalatieladder genoemd.

## Verschillende fases
Het model onderscheidt drie fasen.
In de eerste rationele fase wordt er nog gezocht naar win-win-oplossingen. De gesprekken verharden zich, er vallen harde woorden en argumenten dienen niet meer om tot elkaar te komen maar om de ander te overtuigen en de loef af te steken. Gesprekken worden debatten op het scherp van de snede. Partijen staan op hun standpunt en blijven bij hun eigen gelijk. Het gemeenschappelijke
belang raakt uit beeld. Partijen luisteren niet meer naar elkaar.
In de tweede emotionele fase gaat het over winnen of verliezen. Partijen maken steeds meer zwart-wit-stereotypen van elkaar, het conflict polariseert en breidt zich uit. Partijen verzamelen medestanders voor hun standpunt. Het vertrouwen in elkaar raakt geleidelijk aan volledig zoek. De loopgraven worden betrokken, partijen stellen harde eisen aan elkaar en beginnen te dreigen.
Men begint de ander te beschadigen. 
In de derde vecht-fase verliest de een of de ander of verliezen beiden. Het is oorlog. De waarheid doet er niet meer veel toe. Rechtvaardigheid ook niet. De redelijkheid is volledig zoek. Alle middelen zijn toegestaan om de ander uit te schakelen.